# Reykjanes

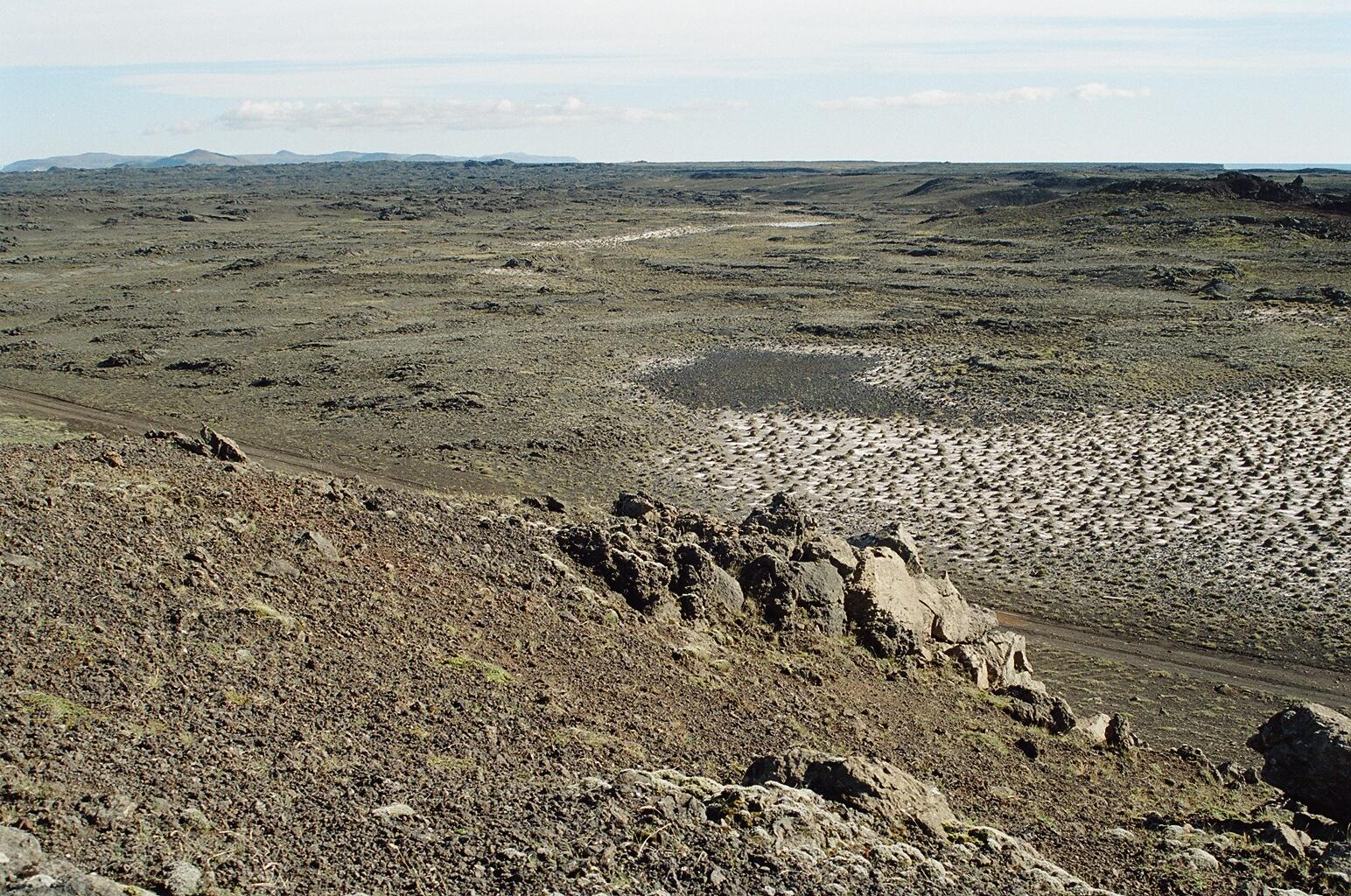
Typiskt område på Reykjanes

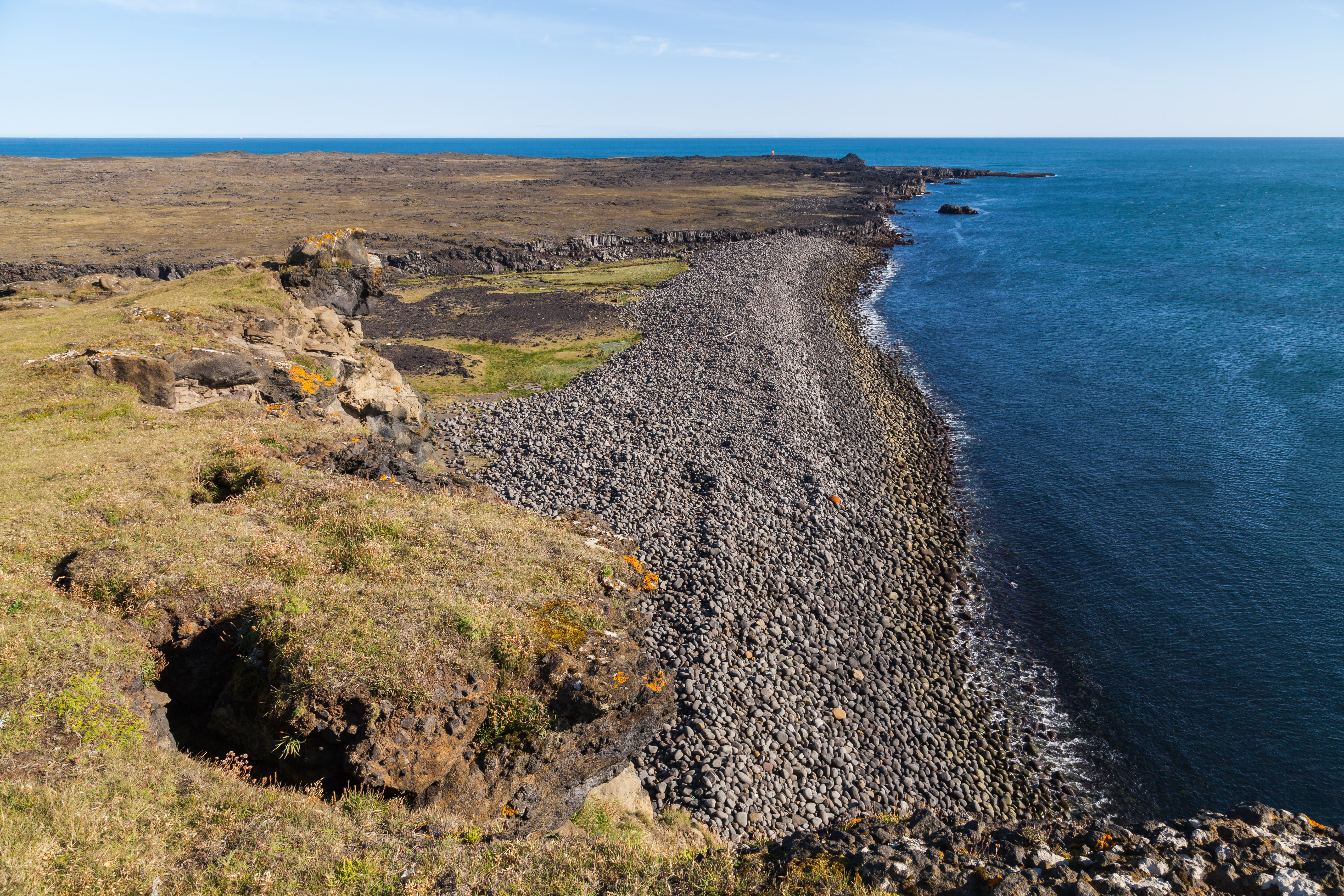
Valahnúkur

Reykjanes (eller Reykjanesskagi) är en halvö belägen i den sydvästra delen av republiken Island, nära huvudstaden Reykjavik.
Halvön är markerad med aktiv vulkanism under ytan med stora lavafält vilket orsakar den glesa vegetationen. Det finns flera varma källor och svavelflöden vid den södra halvan av halvön, runt Kleifarvatn och Krýsuvíks geotermiska områden. Studier av gamla lavafält visar att halvön haft 400-åriga perioder av aktiv vulkanism som omväxlat med 800-åriga lugna perioder. 
Halvön hade under en lång tid många vulkanutbrott under 1100- och 1200-talet, därav namnet rök-näset. Det sista utbrottet i den perioden varade i 30 år och tog slut 1240. Därefter hade halvön inga vulkanutbrott på nästan 800 år innan det återigen började förekomma vulkanutbrott 2021. Nu finns farhågor om att man är på väg in en ny lång aktiv period med många utbrott. Ett utbrott vid Fagradalsfjall i mars 2021 kom efter att halvön hade drabbats av tiotusentals skalv under veckorna före utbrottet. Därefter kom det nya utbrott i augusti 2022 och juli 2023. 
Det finns också ett geotermiskt kraftverk vid Svartsengi. Nära kraftverket finns en swimmingpool som uppförts för användning av det varma och mineraliserade vattnet från kraftverket; den är känd som Blå lagunen (Bláa Lónið).
Några fiskeorter, som Grindavík och Njarðvík, är belägna på halvön, tillsammans med Keflavík, med Keflavíks internationella flygplats. 
Trakten ingår i den boreala klimatzonen. Årsmedeltemperaturen i trakten är 0 °C. Den varmaste månaden är augusti, då medeltemperaturen är 10 °C, och den kallaste är december, med −8 °C.